# Villiquera
Villiquera fue un pueblo de España, situado en la provincia de Salamanca, en la comarca de La Armuña. Desapareció hace ya varios siglos y era de origen romano.
Estaba situado en el margen derecho del arroyo de La Encina, también llamado arroyo o regato de Villiquera (afluente del río Tormes). Aparece descrito como despoblado en documentos del siglo XVIII y en la actualidad su localización se enmarca dentro del término municipal de Castellanos de Villiquera, población a la que añade su nombre por razones históricas.

## Toponimia e historia
Villiquera era un pueblo antiguo, fundado ya en tiempos del Imperio romano. Siguió existiendo en tiempos de los visigodos y aún en la invasión musulmana, existiendo una población mozárabe por ser zona fronteriza entre los reinos cristianos y musulmanes. Estaba medio despoblado en época de la fundación de Castellanos de Villiquera, durante el reinado de Ramiro II de León.
Villiquera aparece en las listas de pueblos salmantinos en documentos en el siglo XV. El poblado, no obstante, va perdiendo relevancia y aparece en el documento "Despoblados en la provincia de Salamanca hasta el año 1785", redactado en la época del conde de Floridablanca, con el nombre de Billiquera.
En opinión de Llorente Maldonado de Guevara, Villiquera tiene su origen en la palabra latina villicus, que representaba el nombre del funcionario o capataz romano encargado de la finca de un propietario. También describía la heredad con que frecuentemente se premiaba a dicho funcionario por los servicios prestados durante la vida útil, como una especie de premio de jubilación. Villiquera, pues, aludiría a las tierras ganadas por un cierto villicus durante la última etapa del Imperio romano en la zona fronteriza entre las provincias Lusitana y Tarraconense, en las cercanías de la gran finca de un gran terrateniente, seguramente junto al río Tormes, hacia el pueblo de Villamayor. Sin embargo, Riesco Chueca (ver referencias) considera improbable tal origen, anómalo en lo morfológico y poco motivado en lo histórico. Prefiere considerar que el topónimo deriva de un colectivo vegetal, a partir de bellico, ballico 'cierta planta gramínea herbácea'. Dicha planta constituye la base de algunos prados húmedos en la provincia de Salamanca, los conocidos como ballicares.
La calzada romana de La Plata pasaba cerca de Villiquera, al oeste de la actual carretera N-630.

## Detalles
Pascual Riesco menciona el refrán de Correas (1627) “el mosto de do quiera y la tinta de Villiquera”, alabando la calidad del vino de Villiquera como base o madre sobre la que se añadía mosto nuevo cada año. Martín Martín et al., citados por Riesco, ven registrado en el Archivo Diocesano en 1259 un “rivulum de Beliquira, sicut currit usque ad Tormes”; se trata del actual arroyo de la Encina. En 1298, se menciona un don Iohan de Veliquera. 
Todavía el Catastro del Marqués de Ensenada, cerca de 1752, citado por Riesco, usa la forma Velliquera, que parece más lejos del origen más aceptado de villicus / villa